# 津電報電話局

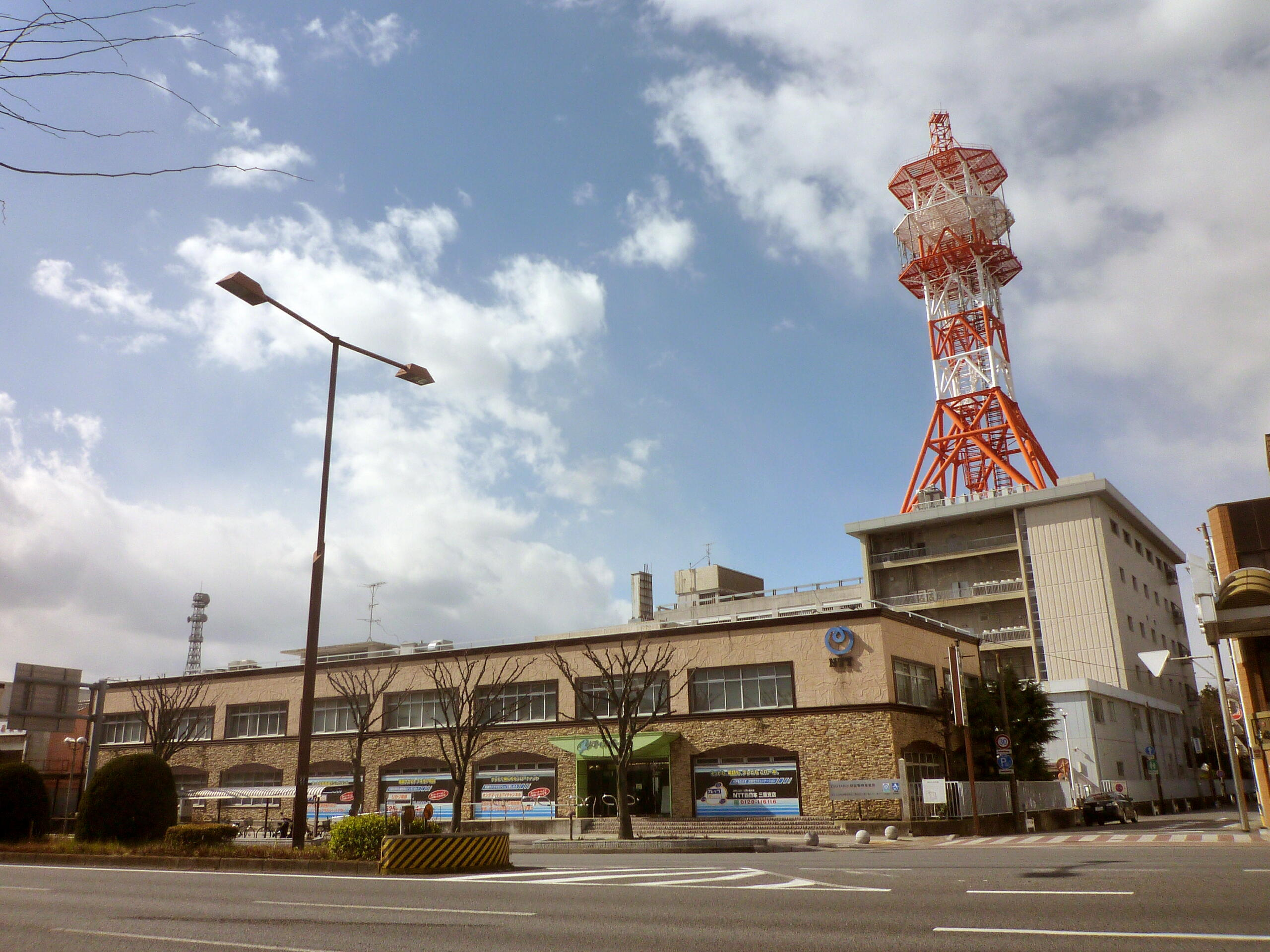
NTT津丸の内ビル（旧・津電報電話局）

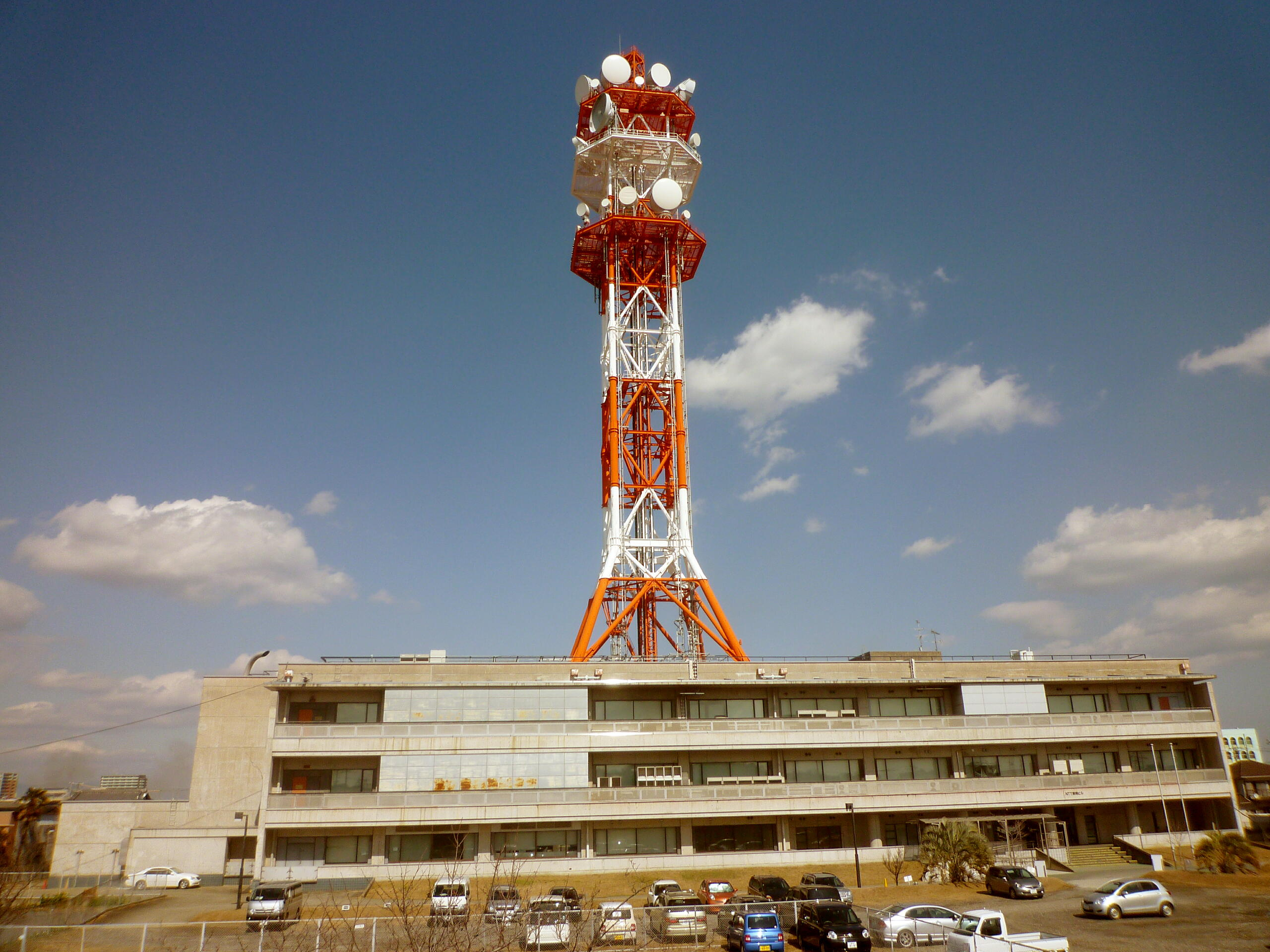
NTT津南ビル

津電報電話局（つでんぽうでんわきょく）は三重県津市にあった日本電信電話公社（現：NTT西日本）の電報電話局。東海電気通信局三重電気通信部の管轄下にあった。

## 概要
- 所在地
  - 三重県津市丸之内28の38[1]、1962年（昭和37年）頃の住居表示は三重県津市丸の内本町2119の19[2]

## 沿革

### 津電話局
- 1903年（明治36年）4月25日 - 津郵便局に電話所設置、通話事務開始（津宿屋町）[2]。
- 1907年（明治40年）2月1日 - 電話交換業務を開始（磁石式）[2]。
- 1926年（大正15年）3月31日 - 津市丸の内本町に局舎新築移転[2]。
- 1945年（昭和20年）7月28日 - 空襲により局舎焼失。翌日に津市丸の内師範学校内へ仮移転、業務再開[2]。
- 1946年（昭和21年）3月25日 - 津市丸の内本町に仮局舎新築移転[2]。
- 1946年（昭和21年）3月28日 - 電話交換を共電式に改式[2]。
- 1947年（昭和22年）12月11日 - 津郵便局より分離、津電話局となる[2]。
- 1955年（昭和30年）2月6日 - 局舎構内に新築移転。電話交換を自動式に改式[2]。
- 1956年（昭和31年）10月12日 - 津電話局香良洲分局を設置。自動改式（東海初のクロスバー交換機採用）[2]。
- 1963年（昭和38年）10月26日 - 津電話局久居分室が開局、自動改式[1]。
- 1965年（昭和40年）12月12日 - 香良洲電話交換局開局[1]。

### 津電報局
- 1877年（明治10年）2月15日 - 津電信分局設置、電信事務開始（津宿屋町）[2]。
- 1887年（明治20年）7月1日 - 津郵便局と合併、津郵便電信局と改称[2]。
- 1903年（明治36年）4月1日 - 津郵便局と改称[2]。
- 1926年（大正15年）3月31日 - 津市丸の内本町に局舎新築移転[2]。
- 1945年（昭和20年）7月28日 - 空襲により局舎焼失。翌日に津市丸の内師範学校内へ仮移転、電信業務再開[2]。
- 1946年（昭和21年）3月16日 - 津市丸の内本町に仮局舎新築移転[2]。
- 1949年（昭和24年）2月21日 - 津郵便局より分離、津電信局となる[2]。
- 1949年（昭和24年）6月1日 - 津電報局と改称[2]。
- 1956年（昭和31年）3月31日 - 局舎構内に新築移転[2]。
- 1958年（昭和33年）11月29日 - 電報中継機械化に伴い、名古屋交換局に加入[2]。

### 津電報電話局
- 1966年（昭和41年）2月1日 - 津電話局と津電報局を統合し、津電報電話局となる。津電話局久居分室は久居電報電話局となる[3]。
- 1966年（昭和41年）3月28日 - 大仰農村集団自動電話開通[1]。
- 1967年（昭和42年）1月20日 - 川合・高岡農村集団自動電話開通[1]。
- 1967年（昭和42年）10月3日 - 大里農村集団自動電話開通[1]。
- 1968年（昭和43年）2月1日 - 穴倉・三郷農村集団自動電話開通[1]。
- 1968年（昭和43年）2月2日 - 片田農村集団自動電話開通[1]。
- 1968年（昭和43年）4月1日 - 河芸農村集団自動電話開通[1]。
- 1968年（昭和43年）4月27日 - 高茶屋電話交換局開局[1]。
- 1968年（昭和43年）11月9日 - 一身田電話交換局開局[1]。
- 1969年（昭和44年）4月10日 - 安濃農村集団自動電話開通[1]。
- 1969年（昭和44年）8月22日 - 河芸電話交換局開局[1]。河芸郵便局の電話交換業務を引き継ぐ[4]。
- 1971年（昭和46年）3月31日 - 第4棟完成[1]。
- 1972年（昭和47年）3月24日 - 片田電話交換局開局[1]。津片田郵便局の電話交換業務を引き継ぐ[5]。
- 1972年（昭和47年）5月24日 - 安濃電話交換局開局[1]。
- 1974年（昭和49年）5月1日 - 津電信電話会館完成[6]。
- 1975年（昭和50年）11月26日 - 美里電話交換局自動改式[6]。高宮郵便局の電話交換業務を引き継ぐ[7]。
- 1985年（昭和60年）4月1日 - 電電公社民営化に伴い、NTT三重支社の管轄となる。
- 1989年（平成元年）4月1日 - NTT津支店となる。